# Diego Sánchez Sarabia

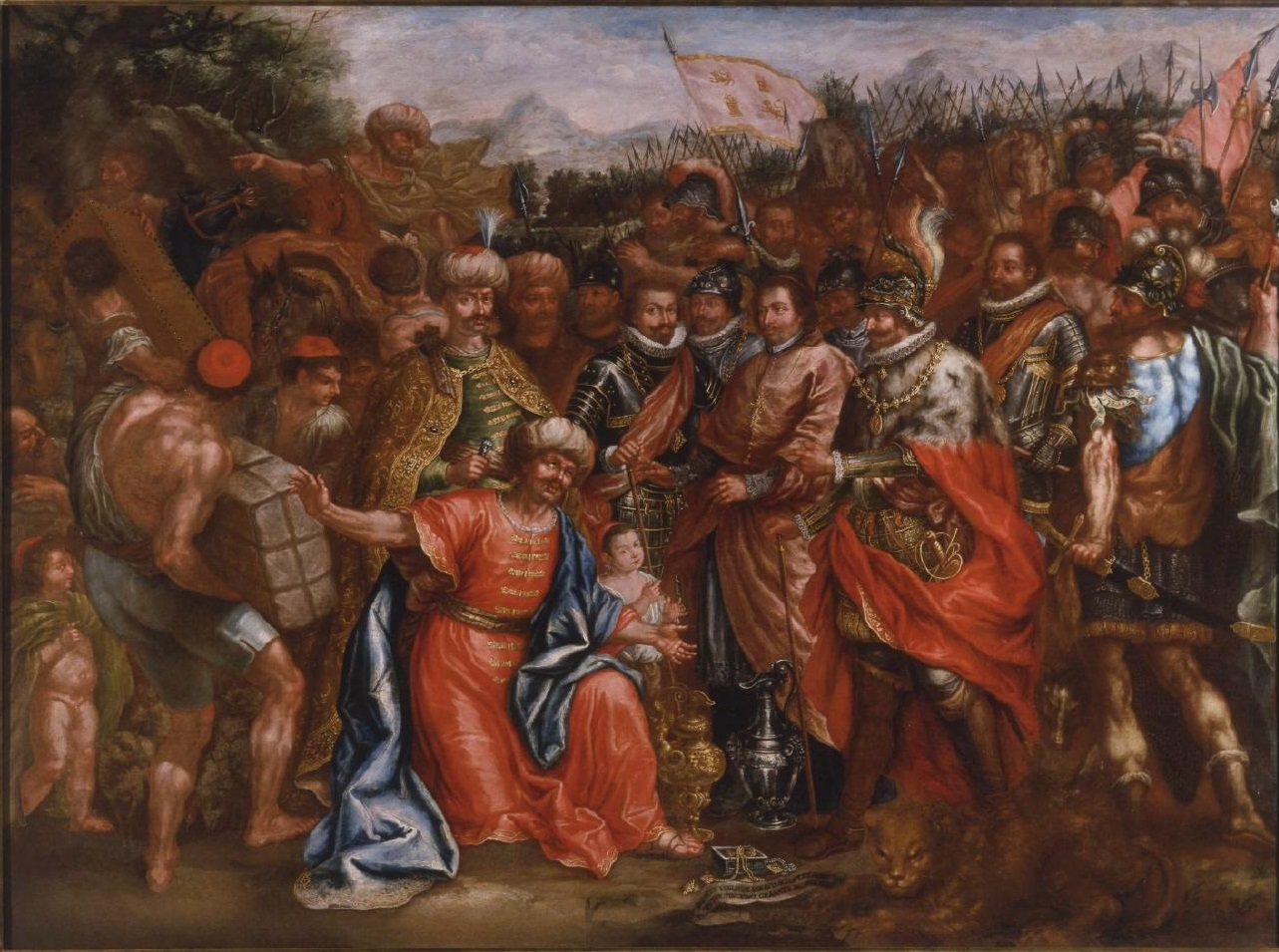
San Fernando recibe la embajada del rey de Fez, firmado «Didacus Sanchez Saravia sculpt. et arquit (...)ventor pingebat Granatae Ano MDC(...)», óleo sobre lienzo, 125 x 168 cm, Madrid, Real Academia de Bellas Artes de San Fernando.

Diego Sánchez Sarabia o Saravia (Granada, 1704-Fondón, 1779) fue un escultor y pintor tardobarroco español, con conocimientos de arquitectura.
Pocos datos biográficos se conocen de Diego Sánchez Sarabia, con obra dispersa en iglesias granadinas. Por encargo de fray Alonso de Jesús y Ortega, superior de la Orden Hospitalaria de San Juan de Dios, entre 1733 y 1759 pintó una serie de treinta cuadros de la vida del santo para el claustro alto del remodelado Hospital de San Juan de Dios de Granada. De la serie original restan veintiséis cuadros de gran formato en lo alto de los muros, directamente inspirados en los grabados de Pedro de Villafranca, Juan de Noort, Juan Schorquens y Herman Panneels sobre dibujos de Diego Rodríguez y Francisco Fernández con los que salió ilustrada la Vida y muerte del bendito P. e. Juan de Dios. Fundador de la orden de la hospitalidad de los pobres enfermos de Antonio de Govea o Gouveia, obispo de Cirene, primera edición en Madrid por Tomás Iunti, 1624.
Entre 1760 y 1763, por encargo de la Real Academia de Bellas Artes de San Fernando dibujó las plantas, cortes y alzados así como diversos motivos decorativos de los azulejos, frisos e inscripciones de los palacios de la Alhambra y de Carlos V, y copió en seis óleos las pinturas de las cubiertas de la Sala de los Reyes, con los retratos de los reyes nazaríes. Sarabia acompañó los primeros dibujos enviados a la Academia de un informe de los materiales empleados en su construcción, lo que determinó la ampliación del encargo y que se le solicitase una transcripción detallada de las inscripciones árabes como primer paso hacia la formación de una colección de monumentos españoles. En recompensa, fue admitido académico de mérito en 1762.
La Junta Ordinaria que tomó el acuerdo anterior decidió también abrir grabados y dar a la imprenta los dibujos e informes de Sarabia. En 1766, sin embargo, los dibujos arquitectónicos, perdidos en la actualidad, fueron cuestionados en su exactitud, por lo que la Academia comisionó a José de Hermosilla, Juan Pedro Arnal y Juan de Villanueva para realizar otros nuevos. Finalmente, de los dibujos arquitectónicos de Sarabia solo llegó a incorporarse en las Antigüedades árabes de España el grabado de un capitel. En sus informes avalaba además las supuestas inscripciones y antigüedades recientemente descubiertas en la Alcazaba, que en 1777, sin tardanza, fueron reconocidas y destruidas como falsas. Él mismo se vio implicado en el proceso judicial abierto a raíz de los hallazgos como uno de los principales apologistas y autor de dos manuscritos titulados Reflexiones gráfico-arquitectónicas sobre el modo de dirigir los trabajos de las excavaciones de la Alcazaba y Descripción apologética histórico-topográfica de los documentos descubiertos en la Alcazaba de Granada, que la sentencia ordenó quemar junto con todos los demás escritos y documentos relacionados con dichos hallazgos.
En 1777 dirigió la Academia de Bellas Artes de Granada que él mismo había contribuido a fundar con Luis Sanz Jiménez y el canónigo Antonio Martínez de la Plaza, futuro obispo de Canarias y de Cádiz.